# Necroscia manicata
Necroscia manicata är en insektsart som först beskrevs av Lichtenstein 1802.  Necroscia manicata ingår i släktet Necroscia och familjen Diapheromeridae. Inga underarter finns listade i Catalogue of Life.